# Route 347 (Nouvelle-Écosse)
Pour les articles homonymes, voir Route 347.
La route 347 est une route secondaire de la Nouvelle-Écosse d'orientation ouest-est située dans le centre-est de la province, reliant New Glasgow à Aspen. Elle est une route moyennement empruntée, puisqu'elle est le principal lien entre New Glasgow et Sherbrooke. De plus, elle mesure 66 kilomètres, et est une route asphaltée sur l'entièreté de son tracé.

## Tracé
La route 347 débute à l'est du centre-ville de New Glasgow, sur la route 4. Elle quitte la ville en se dirigeant vers le sud-est, en empruntant la rue Vale, puis elle croise la route 104, la Route Transcanadienne, à Coalburn, à la sortie de la ville. Elle se dirige ensuite vers le sud-est pendant environ 55 kilomètres, possédant quelques virages serrés, suivant les rivières Mosse et East Saint-Marys, puis traversant notamment Eden Lake. Elle atteint Aspen, où elle se termine sur la route 7 vers Antigonish ou Sherbrooke . 

## Communautés traversées
- New Glasgow, km 0-1
- Priestville, km 2
- Coalburn, km 4
- Greenwood, km 7
- McPhersons Mills, km 12
- Blue Mountain, km 22
- Moose River, km 30
- Garden of Eden, km 36
- Eden Lake, km 40
- Rocky Mountain, km 45
- Willowdale, km 48
- East River Saint-Marys, km 51
- Newtown, km 55
- Denver, km 60
- Aspen, km 66